# Kristian Pedersen
Oluf Kristian Edvin Pedersen (Koppenhága, 1878. március 14. – Koppenhága, 1917. március 8.) olimpiai ezüst- és bronzérmes dán tornász.
Az 1906. évi nyári olimpiai játékokon indult tornában és csapat összetettben ezüstérmes lett. (később ezt az olimpiát a Nemzetközi Olimpiai Bizottság nem hivatalossá nyilvánította)
Az 1912. évi nyári olimpiai játékokon indult tornában és csapat összetettben, szabadon választott szerekkel bronzérmes lett.
Klubcsapata a Københavns Gymnastikforening volt.